# 礼成江
礼成江（レソンガン、れいせいこう）は、朝鮮民主主義人民共和国の黄海北道を流れる河川である。
彦真（げんしん）山を源流とし、新渓郡を南に行き、白川郡と開城特別市開豊区域の境界へ進み京畿湾内部の江華湾へと注ぐ。河川長174 km、流域面積4,048 km2。上流部の年間降水量は1,100 mmに達し、下流部では灌漑用水に使われている。
河口の渡し場である碧瀾渡は高麗時代には開京の外港として繁栄を極めたが、朝鮮時代には衰退し年貢米の輸送港となっていた。